# Caucasotachea
Caucasotachea (лат.) — род наземных стебельчатоглазых брюхоногих моллюсков семейства гелицид (Helicidae).

## Виды
Следующие существующие виды в настоящее время отнесены к этому роду:
- Caucasotachea atrolabiata (Krynicki, 1833)typus
- Caucasotachea leucoranea (Mousson, 1863)
- Цепея австрийская[5] (Caucasotachea vindobonensis) (C. Pfeiffer, 1828)

К Caucasotachea отнесено несколько ископаемых таксонов:
- † Caucasotachea andrussovi Steklov, 1966
- † Caucasotachea beringi Schütt, 1985
- † Caucasotachea candirensis Schütt, 1985
- † Caucasotachea kubanica Steklov, 1966
- † Caucasotachea phrygomysica (Oppenheim, 1919)

## Генетика
Гаплоидное число хромосом — 25 (C. vindobonensis) или 26 (C. atrolabiata).